# Wysoczyzna Łomnicy

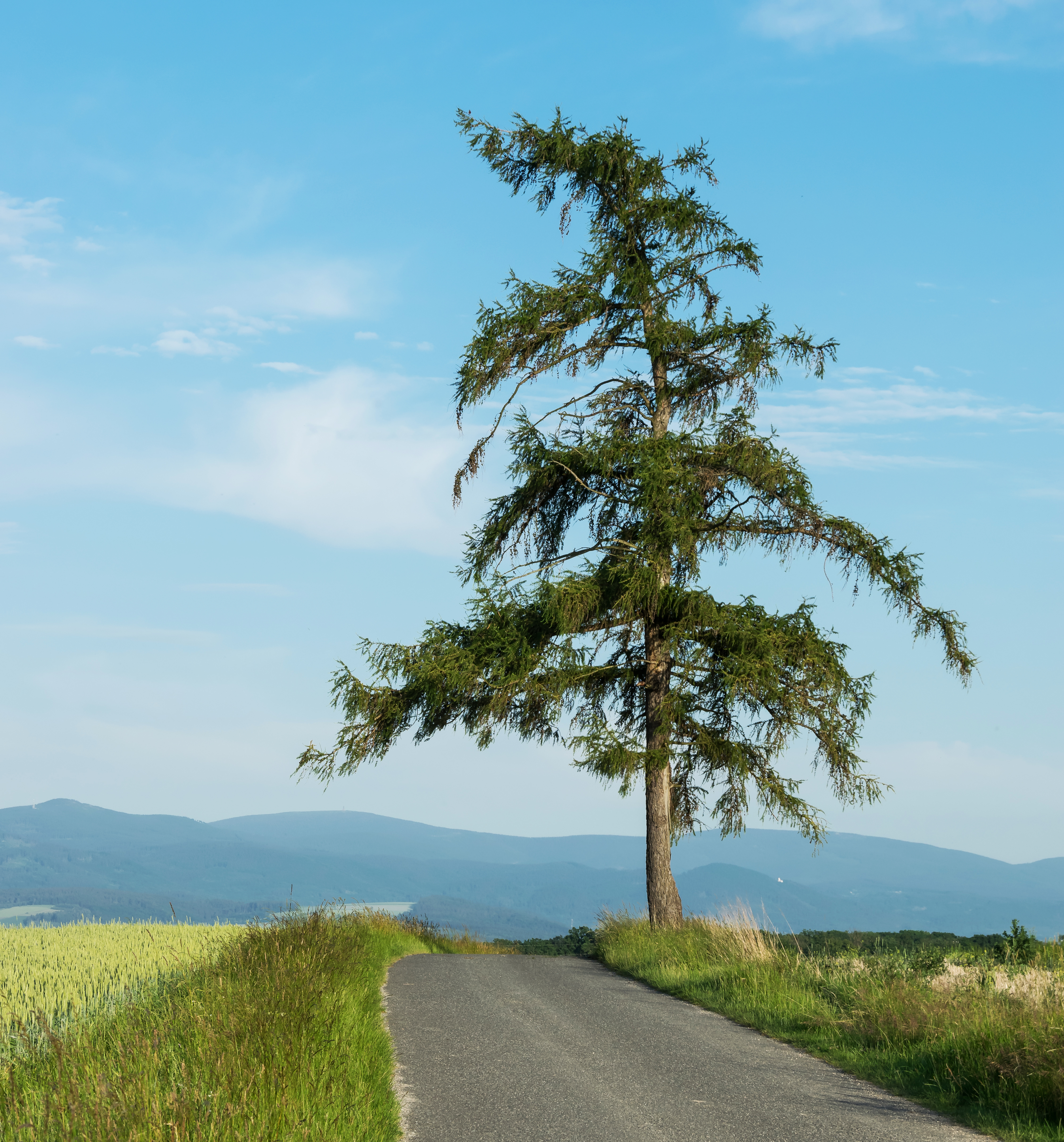
Modrzew europejski rosnący na terenie Wysoczyzny Łomnicy

Wysoczyzna Łomnicy – południkowo wydłużony mikroregion fizycznogeograficzny leżący w środkowo-zachodniej części Kotliny Kłodzkiej (332.54).
Od zachodu i południa graniczy z Górami Bystrzyckimi, od wschodu z Obniżeniem Bystrzycy Kłodzkiej, a od północy z właściwą Kotliną Kłodzką.
Wysoczyznę Łomnicy, Obniżenie Bystrzycy Kłodzkiej, Wysoczyznę Idzikowa oraz Wysoczyznę Międzylesia często łączy się w odrębną jednostkę – Rów Górnej Nysy.

## Miejscowości
Starkówek, Starków, Nowa Łomnica, Stara Łomnica, Szklarka, Wyszki, Ponikwa, Stara Bystrzyca.